# Lista de prefeitos de Antas
Esta é a lista de prefeitos, vice-prefeitos do município de Antas, estado brasileiro da Bahia.
O cargo de prefeito no Brasil, foi criado em 11 de abril de 1835, pela assembleia provincial paulista, em reação aos amplos poderes conferidos pelo Código de Processo Criminal de 1832 às câmaras municipais. Seguiram o exemplo paulista seis províncias do nordeste brasileiro (Alagoas, Ceará, Maranhão, Paraíba, Pernambuco e Sergipe).
Sob a vigente ordem constitucional, essa designação é dada ao funcionário público do Poder Executivo municipal, que exerce seu cargo em função de uma legislatura (mandato), sendo para tanto eleito a cada quatro anos, podendo ser reeleito por mais 4 anos (segundo mandato).
Funções
O poder executivo municipal chefia a administração e comanda os serviços públicos, tendo como comandante o prefeito.
A partir da constituição brasileira de 1934, o cargo de prefeito passou a ser o único, em todo o Brasil, ao qual estão atribuídas as funções de chefe do poder executivo do governo local, em simetria aos chefes dos executivos da União e do estado, portanto, em forma monocrática. Este texto quer dizer que deverá haver harmonia e integração de ação entre as esferas envolvidas sem a intervenção de uma na outra, exceto nos casos previstos na Constituição Federal.
Eleições
O prefeito é eleito por sufrágio universal, secreto, direto, em pleito simultâneo em todo o País, realizado a cada quatro anos, no primeiro domingo de outubro.
E trinta dias após tem lugar o segundo turno, se o eleito em primeiro lugar não atingir 50% dos votos válidos mais um voto, no caso de municípios com mais de duzentos mil eleitores.
Conforme a legislação eleitoral atual no Brasil para tornar-se elegível, exige-se uma série de requisitos;
- Possuir nacionalidade brasileira ou portuguesa (neste caso, o cidadão português deve se encontrar amparado pelo Estatuto de Igualdade entre Portugueses e Brasileiros),
- Título de eleitor em dia e estar em gozo pleno do exercício dos direitos políticos,
- Domicilio eleitoral na circunscrição na qual o candidato se apresenta,
- Filiação partidária,
- Ser alfabetizado (tópico invalidado pela atual constituição brasileira de 1988),
- Desincompatibilização de cargo público — Se ocupa um cargo público deve sair seis meses antes das eleições e voltar caso possa só após seis meses ao pleito eleitoral,
- Renúncia de outro mandado até seis meses antes do pleito e não ser parente afim ou consangüíneo, até segundo grau, ou cônjuge de titular de cargo eletivo; pode, entretanto, ser candidato à reeleição (artigo 14 da Constituição),
- Ter idade mínima de 21 anos.

## Prefeitos
| Nº | Nome                                                      | Imagem                            | Partido                            | Vice-prefeito                 | Início do mandato       | Fim do mandato                                        | Observações                                         | Ref.          |
| 1  | Pedro Macário de Carvalho                                 |                                   | Partido Social Democrático PSD     | ?                             | 1º de janeiro de 1954   | 31 de dezembro de 1958                                | Prefeito e vice eleitos em sufrágio universal       | [ 2 ]         |
| 2  | Edvaldo de Carvalho Nilo                                  |                                   | União Democrática Nacional UDN     | ?                             | 1º de janeiro de 1959   | 31 de dezembro de 1962                                | Prefeito e vice eleitos em sufrágio universal       | [ 3 ]         |
| 3  | José Martins de Matos                                     |                                   | Partido Social Democrático PSD     | ?                             | 1º de janeiro de 1963   | 31 de dezembro de 1966                                | Prefeito e vice eleitos em sufrágio universal       | [ 4 ]         |
| 4  | Edvaldo de Carvalho Nilo                                  |                                   | Aliança Renovadora Nacional ARENA  | ?                             | 1º de janeiro de 1967   | 31 de janeiro de 1971                                 | Prefeito e vice eleitos em sufrágio universal       | [ 5 ]         |
| 5  | Pedro Macário de Carvalho                                 |                                   | Aliança Renovadora Nacional ARENA  | ?                             | 1° de fevereiro de 1971 | 31 de janeiro de 1973                                 | Prefeito e vice eleitos em sufrágio universal       | [ 6 ]         |
| 6  | Antônio Ramiro da Silva                                   |                                   | Aliança Renovadora Nacional ARENA  | ?                             | 1º de fevereiro de 1973 | 31 de janeiro de 1977                                 | Prefeito e vice eleitos em sufrágio universal       | [ 7 ]         |
| 7  | Pedro Macário de Carvalho                                 |                                   | Aliança Renovadora Nacional ARENA  | José Raimundo da Cruz         | 1º de fevereiro de 1977 | 31 de janeiro de 1983                                 | Prefeito e vice eleitos em sufrágio universal       | [ 8 ]         |
| 8  | Edvaldo de Carvalho Nilo                                  |                                   | Partido Democrático Social PDS     | Antônio Coelho de Castro      | 1º de fevereiro de 1983 | 31 de dezembro de 1988                                | Prefeito e vice eleitos em sufrágio universal       | [ 9 ]         |
| 9  | Aldrovando Félix do Nascimento                            |                                   | Partido Trabalhista Brasileiro PTB | ?                             | 1º de janeiro de 1989   | 31 de dezembro de 1992                                | Prefeito e vice eleitos em sufrágio universal       | [ 2 ]         |
| 10 | Manoel Sidônio Nascimento Nilo                            |                                   | Partido Trabalhista Brasileiro PTB | ?                             | 1º de janeiro de 1993   | 31 de dezembro de 1996                                | Prefeito e vice eleitos em sufrágio universal       | [ 2 ]         |
| 11 | Aldrovando Félix do Nascimento                            |                                   | Partido Trabalhista Brasileiro PTB | ?                             | 1º de janeiro de 1997   | 31 de dezembro de 2000                                | Prefeito e vice eleito em sufrágio universal        | [ 2 ]         |
| 12 | Manoel Sidônio Nascimento Nilo                            |                                   | Partido Trabalhista Brasileiro PTB | ?                             | 1º de janeiro de 2001   | 31 de dezembro de 2004                                | Prefeito e vice eleitos em sufrágio universal       | [ 10 ]        |
| 13 | Agnaldo Félix dos Santos                                  |                                   | Partido Progressista PP            | ?                             | 1º de janeiro de 2005   | 31 de dezembro de 2008                                | Prefeito eleito e vice eleito em sufrágio universal | [ 11 ]        |
| 13 | Agnaldo Félix dos Santos                                  | Partido Progressista PP           | ?                                  | 1º de janeiro de 2009         | 31 de dezembro de 2012  | Prefeito reeleito e vice eleito em sufrágio universal | [ 12 ] [ 13 ]                                       |               |
| 15 | Wanderlei dos Santos Santana ("Wanderlei da Prefeitura")  |                                   | Partido Progressista PP            | Samuel Félix Nilo (PP)        | 1º de janeiro de 2013   | 31 de dezembro de 2016                                | Prefeito e vice eleitos em sufrágio universal       | [ 14 ]        |
| 16 | Manoel Sidônio Nascimento Nilo                            |                                   | Partido Social Liberal PSL         | Valdivino Nunes da Silva (PL) | 1º de janeiro de 2017   | 31 de dezembro de 2020                                | Prefeito e vice eleitos em sufrágio universal       | [ 15 ] [ 16 ] |
| 16 | Manoel Sidônio Nascimento Nilo                            | Partido Socialista Brasileiro PSB | Valdivino Nunes da Silva (PSB)     | 1º de janeiro de 2021         | 31 de dezembro de 2024  | Prefeito e vice reeleitos em sufrágio universal       | [ 17 ]                                              |               |
| 17 | Essioneide Pimentel da Silva Matos ("Essioneide de Rani") |                                   | Progressistas PP                   | Mário de Souza Félix (PDT)    | 1º de janeiro de 2025   | Em exercício                                          | Prefeito e vice eleito em sufrágio universal        | [ 18 ]        |